# Sébastien Hoffelt
Sébastien Hoffelt, (10 oktober 1984) is een Belgisch-Luxemburgse atleet, die zich had toegelegd op het polsstokhoogspringen en de meerkamp. Hij werd vijfmaal Belgisch en viermaal Luxemburgs kampioen.

## Biografie
Hoffelt nam in 2003 op de tienkamp deel aan de Europese kampioenschappen U20. Hij werd twintigste. Begin 2005 werd hij Belgisch indoorkampioen op de zevenkamp. Vier jaar later volgde een tweede titel op dit nummer. In zijn specialiteit het polsstokhoogspringen werd hij in 2007 en 2010 indoor en in 2012 outdoor Belgisch kampioen. 
Sinds 2012 neemt Hoffelt als Luxemburger ook deel aan de Luxemburgse kampioenschappen en treedt hij internationaal voor Luxemburg aan. Hij veroverde zowel indoor als outdoor al enkele nationale titels.
In België is Hoffelt aangesloten bij Union Lorraine Athlétique Aarlen (ULA). In Luxemburg bij 
Cercle Athlétique Dudelange (CAD).

## Nationale kampioenschappen

### Belgische kampioenschappen
Outdoor
| Onderdeel        | Jaar |
| ---------------- | ---- |
| polsstokspringen | 2012 |

Indoor
| Onderdeel        | Jaar       |
| ---------------- | ---------- |
| polsstokspringen | 2007, 2010 |
| zevenkamp        | 2005, 2009 |

### Luxemburgse kampioenschappen
Outdoor
| Onderdeel        | Jaar       |
| ---------------- | ---------- |
| polsstokspringen | 2012, 2016 |

Indoor
| Onderdeel        | Jaar       |
| ---------------- | ---------- |
| polsstokspringen | 2015, 2016 |

## Persoonlijke records
Outdoor
| Onderdeel        | Prestatie | Datum             | Plaats   |
| ---------------- | --------- | ----------------- | -------- |
| polsstokspringen | 5,31 m    | 15 september 2012 | Namen    |
| tienkamp         | 7290 p    | 7/8 juli 2007     | Szcsecin |

Indoor
| Onderdeel        | Prestatie | Datum               | Plaats |
| ---------------- | --------- | ------------------- | ------ |
| polsstokspringen | 5,20 m    | 26 december 2008    | Gent   |
| zevenkamp        | 5607 p    | 13/14 februari 2009 | Gent   |

## Palmares

### polsstokspringen
- 2003:  BK AC indoor – 4,90 m
- 2004:  BK AC – 5,00 m
- 2007:  BK AC indoor – 4,80 m
- 2008:  BK AC indoor – 5,10 m
- 2010:  BK AC indoor – 5,10 m
- 2010:  BK AC – 5,00 m
- 2012:  BK AC – 5,10 m
- 2012:  LK – 4,80 m
- 2013:  BK AC – 5,00 m
- 2015:  LK indoor – 4,60 m
- 2016:  LK indoor – 4,80 m
- 2016:  BK AC indoor – 4,90 m
- 2016:  LK – 4,80 m

### zevenkamp
- 2005:  BK indoor – 5489 p
- 2008:  BK indoor – 5243 p
- 2009:  BK indoor – 5607 p

### tienkamp
- 2003: 20e EK U20 – 6772 p
- 2005:  BK – 6984 p

BK: Belgisch kampioenschap
 
EK: Europees kampioenschap

LK: Luxemburgs kampioenschap